# قریه حمیر (روستا)
 قریه حمیر  (در عربی:  قَریَة حِمیَر  )
نام روستایی است در دهستان القُلیس از توابع استان استان صَنعاء در کشور یمن در شبه جزیره عربستان.

## جمعیت
جمعیت آن (۷۰ ) نفر (۷ خانوار) می‌باشد.